# スキーデータ
SKIDATA（スキーデータ）は、スタジアム、テーマパーク、遊園地、スキーリゾート、駐車場、見本市会場などを対象とした入退場管理システムの製造・販売を手がける企業。
世界のマーケットで広く認知されており、世界で設置されているSKIDATA社のシステムは10,000件以上、100か国以上に展開する子会社（全24社）やパートナー企業、販売代理店がその運営を担っている
。

## 沿革
- 1977年、ギュンター・ヴァルヒャー（Gunther Walcher）が世界で初めて機械印刷による写真入りのスキーチケットを開発し、手書きのスキーチケットに取って替わる存在となる。そのマーケティングおよび継続的開発のため、ザルツブルク近郊のグレーディヒ（Grodig）にSKIDATA社を設立[3]。
- 1979年、チケット印刷用の電磁スタンプ装置によるキャッシュレジスターを発表。
- 1981年、System320を市場導入。キャッシュコンピュータと自動発券機を装備。
- 1980年代初頭、磁気ストライプ付きチケットを開発し、大型スキー場およびスキー場グループ用精算システムを導入。アルプス地域の市場の一大転換期を導く。
- 1986年、スキー場用入場管理システムの市場シェアが80パーセントを超える。
- 1980年代後半、非接触式テクノロジー（RFID）を用いた入場管理システムを市場に導入し、ソリューションの供給範囲を駐車場、スポーツ施設、遊園地、見本市会場などにまで拡張。
- 1990年、駐車場経営のソリューション開発企業としては、初めて駐車料金のクレジットカード決済を導入[3]。同年、ミュンヘン空港に駐車場管理システムが導入される。
- 1991年、デュッセルドルフ見本市に出展。
- 1995年、スイスの時計メーカーSwatch社と提携。Swatch社の時計をアクセス認証に使用。
- 1997年、フランスのチップカードメーカーGemplus社が、Skidataの主要株主となる。新しく導入されたSystem 370 で、非接触式テクノロジーをスキー分野に導入。
- 2000年、海外展開を開始。
- 2001年、スイスのKudelskiグループによる買収によって、新しい市場が生まれる[4]。
- 2004年以降、サッカーのFIFAワールドカップおよびUEFA欧州選手権（2004年ポルトガル、2006年ドイツ、2008年スイス・オーストリア、2010年南アフリカ、2012年ポーランド・ウクライナ、2014年ブラジル、2018年ロシア）において、各スタジアムにSKIDATAのソリューションが配備される。
- 2008年、日本法人 『スキーデータ株式会社』 を設立。
- 2010年、世界最大の空港のひとつに数えられるダラス／フォートワース空港が駐車場システムを導入[5]。
- 2012年、FIFAワールドカップ（2014年）およびリオデジャネイロオリンピック（2016年）の会場となるマラカナンスタジアムに、SKIDATAのソリューションが配備される。[6]
- 2017年、創業40周年
- 2018年、サッカーのFIFAワールドカップにおいて、SKIDATAのソリューションが配備される。[7]
- 2020年、株式会社から合同会社への組織変更を行う。

## 製品
- 駐車場システム
  - 駐車場オーナー用
  - ショッピングセンター用
  - ホテルおよび一般建築物用
  - 空港用
  - 大都市および中小都市用駐車場誘導システムおよびパークアンドライドコンセプト

- 入場管理システム
  - スキー場用
  - 各種競技場用
  - 遊園地用
  - 見本市および展示会会場用
  - イベント会場用

- データキャリア
駐車券にも、非接触ICカードにも、以下のデータキャリアが使用されている。
  - キーカード（再利用可能）
  - キーチケット

## 受賞歴
- スキー場用セキュリティゲートFreemotion が、2007年ザルツブルク市イノベーション賞を受賞。2008年、SKIDATAの自動発券機 Power.Cash が、「Intertraffic Award」を受賞。
- 2008年および2009年、「Austria’s Leading Companies」において、SKIDATAがザルツブルク州のリーディングカンパニーとして表彰される。

## 導入事例
- スキー場 ICカード（チケット）リフトゲートシステム
  - 北海道
    - ニセコ東急 グラン・ヒラフ・ニセコHANAZONOリゾート・ニセコビレッジ・ニセコアンヌプリ国際スキー場 これらニセコ4山（ニセコユナイテッド）共通リフト券もICチケットで提供されている

  - 東北
    - スプリングバレー泉高原スキー場
    - 山形蔵王温泉スキー場（複数の索道事業者間共通ICカード）

  - 群馬県（以下の群馬4スキー場ではICチケットにより共通時間券・共通シーズン券を導入している）
    - 丸沼高原スキー場
    - 水上宝台樹スキー場
    - 川場スキー場
    - 四季の森ホワイトワールド尾瀬岩鞍

  - 新潟県
    - 石打丸山スキー場
    - ガーラ湯沢スキー場[8]

  - 長野県
    - Hakuba Valley
    - 志賀高原スキー場（複数の索道事業者間共通ICカード）
    - 菅平高原スキー場（ダボス・太郎エリア）（複数の索道事業者間共通ICカード）
    - 開田高原マイアスキー場
    - 野沢温泉スキー場[9]

  - 山梨県
    - ふじてんスノーリゾート

  - 岐阜県
    - ウイングヒルズ白鳥リゾート

  - 滋賀県
    - グランスノー奥伊吹

  - 愛媛県
    - 久万スキーランド